# Pontifício Seminário Francês
Pontifício Seminário Francês (em francês:  Collège Français; em italiano:  Seminario Francese) é uma faculdade romana dedicada à formação de padres francófonos.

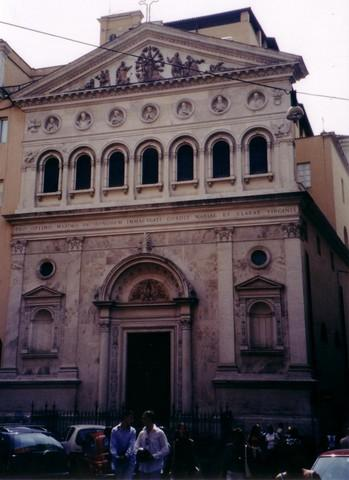
A fachada de Santa Chiara - a igreja do seminário francês

## História
Em 1853, os bispos franceses realizaram o Concílio de La Rochelle e propuseram um plano para a criação de um seminário francês em Roma para treinar padres fortemente ligados à Santa Sé para se contraporem às ideias galicanas e conseguiram o apoio do papa Pio IX. A instituição iniciou suas atividades em 1853 com doze estudantes sob a direção do padre Lamurien, da Congregação do Espírito Santo, uma ordem que, desde o princípio, está à frente da faculdade. Sua primeira casa foi a antiga Faculdade Irlandesa, perto do Fórum de Trajano.
Em 1853, Pio IX anexou ao seminário a igreja de Santa Chiara juntamente com o convento das clarissas adjunto, fundado em 1560 por São Carlos Borromeo nas ruínas das Termas de Agripa.
Depois que o novo governo italiano expulsou a Universidade de São Tomás do convento de Santa Maria sopra Minerva em 1873, depois da unificação italiana, a faculdade conseguiu se manter depois que o reitor francês (corso) do seminário, Tommaso Maria Zigliara, ofereceu refúgio ao Pontifício Seminário Francês.
Santa Chiara foi reconstruída (1883) seguindo a planta da [[Basílica de Notre-Dame-des-Victoires, em Paris, e o mosteiro foi completamente remodelado para se adequar à sua função atual. O papa Leão XIII declarou-o um seminário pontifício em 1902 e, na época, havia entre 100 e 120 seminaristas estudando ali.
O padre Henri Le Floch foi reitor do início do século XX até o final da década de 1920. O apoio de Le Floch à Action Française levou à sua demissão à pedido do governo francês.
Um dos estudantes de Le Floch foi o arcebispo Marcel Lefebvre, fundador da tradicionalista Sociedade de São Pio X, um ímpeto que ele próprio atribuiu à época passada no seminário. Os primeiros padres da nova sociedade vieram do Seminário Francês e alegaram estar sendo perseguidos pela administração radical e pelo corpo discente por suas crenças conservadoras

## Alunos notáveis
- Cardeal Louis-Nazaire Bégin, arcebispo de Quebec e Primaz do Canadá[9].
- Arcebispo Marcel Lefebvre, fundador da Sociedade de São Pio X[10].
- Cardeal Joseph-Charles Lefèbvre, arcebispo Bourges[11].
- Cardeal Emmanuel Célestin Suhard, arcebispo de Paris[12].
- Cardeal Léon-Etienne Duval, arcebispo de Argel[13].
- Cardeal Gabriel-Marie Garrone, prefeito da Congregação para a Educação Católica[14].
- Cardeal Alexis-Armand Charost, arcebispo Rennes[15]
- Arcebispo Alain Paul Lebeaupin, núncio apostólico no Quênia.
- Paulin Martin, acadêmico bíblico[16].
- Venerável Leão Dehon, fundador dos Oblatos do Sagrado Coração.